# Avenue Dorval
Pour les articles homonymes, voir Dorval (homonymie).
L'avenue Dorval est une voie d'orientation nord-sud de la municipalité du même nom. Elle se situe dans le prolongement de l'autoroute de la Côte-de-Liesse. 

## Situation et accès
L'avenue Dorval est l'une des rues les plus importantes de la ville de Dorval, car elle comporte plusieurs petits commerces et permet de plus d'accéder au centre commercial de la ville. Sa longueur est d'environ 1 kilomètre. Elle commence sa course au traversier menant à la ville de L'Île-Dorval et la finit au rond-point Dorval pour devenir l'autoroute et le chemin de la Côte-de-Liesse (autoroute 520) de l'autre côté de l'autoroute 20 (autoroute du Souvenir).